# Malwarebytes (szoftver)
A Malwarebytes (korábban Malwarebytes Anti-Malware, rövidítve MBAM) egy kártevőirtó szoftver a Microsoft Windows, macOS, Chrome OS, Android és iOS rendszerekhez, amely megtalálja és eltávolítja a rosszindulatú programokat . A Malwarebytes Corporation készítette, és először 2006 januárjában adták ki. Elérhető ingyenes verzióban, amely manuális indítással megkeresi és eltávolítja a rosszindulatú programokat, valamint fizetős változatban, amely emellett ütemezett vizsgálatokat, valós idejű védelmet és flash-memória-szkennert biztosít.

## Áttekintés
A Malwarebytes elsősorban egy olyan szkenner, amely ellenőrzi és eltávolítja a rosszindulatú szoftvereket, beleértve a szélhámos biztonsági szoftvereket, a reklámprogramokat és a kémprogramokat . A Malwarebytes batch módban vizsgál, ahelyett, hogy az összes megnyitott fájlt megvizsgálná, csökkentve az interferenciát, ha egy másik, igény szerinti kártevőirtó szoftver is fut a számítógépen.
A Malwarebytes ingyenes és fizetős változatban is elérhető. Az ingyenes verziót a felhasználó manuálisan futtathatja, ha kívánja, míg a fizetős verzió ütemezett vizsgálatokat hajthat végre, megnyitáskor automatikusan átvizsgálja a fájlokat, blokkolja a rosszindulatú webhelyek IP-címeit, és csak azokat a szolgáltatásokat, programokat és eszközillesztőket vizsgálja, amelyek jelenleg használatban vannak.
2016. december 8-án a Malwarebytes Inc. kiadta a 3.0-s verziót a nagyközönségnek. Ez magában foglalja a rosszindulatú programok, a zsarolóprogramok, a kihasználás és a rosszindulatú webhelyek elleni védelmet.

## Recepció
- PC World ' Preston Gralla azt írta, hogy "A Malwarebytes Anti-Malware maga az egyszerűség."
- A CNET 2008-ban a Malwarebytes-t az MS Antivirus rosszindulatú szoftvere ellen hasznosnak nyilvánította,[7] és 2009 áprilisában a Szerkesztő-választása díjjal tüntette ki, 25 másik számítógépes alkalmazással együtt.[8][9]
- Mark Gibbs, a Network World munkatársa 2009 januárjában 5-ből 4 csillagot adott a Malwarebytes Anti-Malware-nek, és azt írta, hogy "megcsinálja a feladatát, és csak a találtak részletes magyarázatának hiánya akadályozza meg abban, hogy 5-ből 5-öt kapjon".[10]
- A PC Magazine 2010 májusában 3,5 csillagot adott a Malwarebytes Anti-Malware-nek az 5-ből, mondván, hogy bár jól eltávolította a rosszindulatú és ijesztőprogramokat, nem tudta eltávolítani a keyloggereket és a rootkiteket .[11] Az ingyenes verzió azonban 4,5 csillagot kapott az 5-ből, és egy Szerkesztő-választása-díjat kapott az ingyenes víruskereső szoftverért 2013-4  .[12]

## Vita az IObittel
2009. november 2-án a Malwarebytes megvádolta az IObit nevű kínai vállalatot, amely hasonló termékeket kínál, hogy beépítette a Malwarebytes Anti-Malware adatbázisát (és több más gyártó termékét, amelyeket nem neveztek meg) az IObit Security 360 biztonsági szoftverébe. Az IObit tagadta a vádat, és kijelentette, hogy az adatbázis felhasználói beadványokon alapul, és néha ugyanazok az aláírásnevek kerülnek az eredmények közé, mint a Malwarebytes-nak. Azt mondták, hogy nem volt idejük kiszűrni a Malwarebyteshez hasonló aláírásneveket. Az IObit azt is kijelentette, hogy a Malwarebytes nem rendelkezik meggyőző bizonyítékokkal, és kijelentette, hogy az adatbázisokat nem lopták el. Az IObit nyilatkozata után a Malwarebytes azt válaszolta, hogy nincsenek meggyőződve az IObit érveléséről. A Malwarebytes azt állítja, hogy a CNET, a Download.com és a Majorgeeks ellen értesítette a DMCA jogsértést, hogy a letöltési oldalak eltávolítsák az IObit szoftvert. Az IObit azt mondta, hogy az 1.3-as verziótól kezdve frissítették az adatbázisukat a Malwarebytes által korábban felhozott, szellemi tulajdon ellopásával kapcsolatos vádak kezelésére.

## Vonteerával elbánás
A Vonteera egy olyan reklámprogram, amely lopott tanúsítványokat használ, és letiltja a rosszindulatú programok és vírusok elleni védelmet, például a Malwarebytes-ban. A Malwarebytes megalkotott egy megoldást ennek a fenyegetésnek a kiküszöbölésére.

## Biztonsági sebezhetőségek
2016. február 2-án a Project Zero négy sebezhetőséget jelentett be a Malwarebytes termékében, többek között a frissítési fájlok szerveroldali titkosításának hiányát és a titkosított adatokon belüli megfelelő rakomány-aláírás hiányát; amelyek kombinációja lehetővé tette a támadó számára, hogy exploitokkal újrafordítsa a titkosított hasznos adatot. A Malwarebytes egy nappal a nyilvánosságra hozatal előtt válaszolt egy blogcikkben, amelyben részletezte e támadások végrehajtásának rendkívüli nehézségeit, valamint felfedte, hogy a bejelentett szerveroldali és titkosítási problémák a privát nyilvánosságra hozatalt követő napokon belül megoldódtak, és a Project Zero kutatásainak közzétételekor még nem voltak kiemelkedőek. A Malwarebytes információkat közölt arról is, hogyan védheti meg a jelenlegi felhasználókat a javítás megjelenéséig. Ennek az eseménynek az eredményeként a Malwarebytes létrehozta a hivatalos hibajavító programot is, amely akár 1000 dollárt is kínál közzétételenként 2018-tól, a súlyosságtól és a kihasználhatóságtól függően.

## Lásd még
- Internet biztonság
- A számítógépes vírusok összehasonlítása